# OOZ
...OOZ is het vijfde muziekalbum van de Duitse muziekgroep Star Sounds Orchestra. Het album is opgenomen in Freiburg, München en Hamburg. De muziek is psychedelic trance en is soms vergelijkbaar met het vroege werk van Gong, maar de beats per minute zijn veel nadrukkelijker aanwezig. Naast de trance is de muziek hier en daar ook te vergelijken met de spacerock van Hawkwind en Ozric Tentacles.  
Hovek Olam is/was een kunstenaarscollectief waarin Ran Moor (2011 MorVisual) en Fred Giteau samenwerkten. In The dawning zijn samples te horen van Aquarius/Let the Sunshine In van The 5th Dimension. 

## Musici
- Steve Schroyder – synthesizer, elektronica
- Jens Zygar – percussie
- AM Synaptic – mix
- Gary Thomasson – didgeridoo op track 10

## Muziek
Alle door SSO behalve waar aangegeven:

| Nr. | Titel                              | Duur |
| --- | ---------------------------------- | ---- |
| 1.  | Neanderthal love (116 bpm)         | 5:07 |
| 2.  | Barundi (118 bpm; arr Synaptic)    | 6:23 |
| 3.  | Anandamid (124 pbm)                | 6:22 |
| 4.  | Dark X-mas (136 bpm; arr Synaptic) | 6:34 |
| 5.  | Washington (136 bpm)               | 7:03 |
| 6.  | Hovek Olam (138 bpm)               | 7:10 |
| 7.  | Western moon (142 bpm)             | 7:09 |
| 8.  | The dawning (118 bpm)              | 4:01 |
| 9.  | Liquid magic (98 bpm)              | 8:42 |
| 10. | Dream weavers (live; 108 bpm)      | 7:40 |